# 過海隧道巴士678線
過海隧道巴士678線是香港一條過海巴士路線，由九巴及城巴聯營，來往上水及銅鑼灣（東院道），途經粉嶺南，以及港島區的西灣河、康山、鰂魚涌、北角、炮台山及銅鑼灣，為北區首條來往港島東區的專營過海巴士路線和城巴首條服務北區的專營常規巴士路線以及該區首條聯營路線，亦是繼西區海底隧道通車後首條並非由原有路線更改或分支而成的全新聯營過海巴士路線。本線只於星期一至五早上及下午繁忙時間分別提供往港島及往北區方向之服務，屬取道粉嶺公路、吐露港公路、大老山隧道及東區海底隧道來往兩地之特快路線。
過海隧道巴士R678線是已取消特別日子路線，曾由九巴及城巴聯合經營，由上水往銅鑼灣（維多利亞公園），只在2016年至2024年間的渣打馬拉松日凌晨服務。

## 簡介
2013-2014年度巴士路線發展計劃提出由九巴開辦一條來往北區與港島東的過海巴士路線，原建議編號為373B，最初建議來往上水及嘉亨灣，途經百和路、華明、吐露港公路、大老山隧道、東區海底隧道、鰂魚涌及康山，只於繁忙時間提供服務。
運輸署其後修改建議，改以天后站為港島區的總站，並擬於北區區域性巴士路線重組中的第三階段重組時開辦；不過由於城巴有意加入經營，因此當局曾一度擱置計劃，以便決定用聯營或投標方式決定營辦者，當時預計於2013年第四季開辦。
其後，網上討論區流傳城巴車長調線通告，編號為678，並會由城巴火炭車廠派車。
2013年10月29日，運輸署向北區區議員介紹本線，確定編號為678，來往上水及銅鑼灣（東院道），由九巴及城巴聯營，設有與北區及港島區各兩條路線的轉乘優惠。

### 歷史
- 2013年11月25日：678線投入服務[6][7][8]。
- 2015年3月2日：加強服務，下午繁忙時段班次增至6班[9][10][11]。
- 2015年11月16日：加強服務，上午繁忙時段班次增至6班[12][13][14]。

- 2016年1月17日：渣打馬拉松特別路線R678線投入服務。[15]
- 2016年3月28日：九巴班次增設到站時間預報。
- 2017年8月28日：加強服務，上下午繁忙時段班次各增至8班[16][17]。
- 2017年9月23日：新增由蓬瀛仙館往上水的分段收費[18][19]。
- 2018年5月28日：城巴班次增設實時抵站時間查詢服務。
- 2021年4月4日：678線加價至$25.6。
- 2025年2月4日：為抽調資源開辦其他的馬拉松特別路線，R678線停辦，而兩間巴士公司的官方網站及應用程式，亦已移除此路線的資料。R678線實際的最後服務日為2024年1月21日。

## 服務時間及班次
678
星期一至五：
- 上水開：06:15、06:30、06:45、06:55、07:05、07:15、07:25、07:35
- 銅鑼灣（東院道）開：17:25、17:35、17:45、17:55、18:10、18:25、18:40、19:00

星期六、日及公眾假期不設服務
- 有紅字班次為九巴派車，其餘班次為城巴派車。

R678
- 上水開出：渣打香港馬拉松舉行當日 03:30、04:10

## 收費
678
全程：$27.8
- 大老山隧道往銅鑼灣（東院道）：$20.8
- 東區海底隧道轉車站往銅鑼灣（東院道）：$12.9
- 過東區海底隧道後往銅鑼灣（東院道）：$7.7
- 東區海底隧道轉車站往上水：$19.8
- 大老山隧道往上水：$15.4
- 花都廣場往上水：$8.3
- 蓬瀛仙館往上水：$6.8

R678
全程：$45.2
| - 本線設有12歲以下小童及65歲或以上長者半價優惠。 - 65歲或以上香港居民使用「樂悠咭」，以及12歲以下合資格殘疾兒童使用「殘疾人士身份」個人八達通繳付車資，均可享有每程$2.0或半價（以較低者為準）的票價優惠；12至64歲合資格殘疾人士使用「殘疾人士身份」個人八達通（包括「樂悠咭」），以及60至64歲香港居民使用「樂悠咭」繳付車資，均可享有每程$2.0或全費（以較低者為準）的票價優惠。 - 65歲或以上長者如使用長者或一般個人八達通繳付車資，則只可享有半價優惠；12至64歲合資格殘疾人士如不使用「殘疾人士身份」個人八達通，以及60至64歲人士如不使用「樂悠咭」繳付車資，必須繳付全費。 - 乘客可以現金或八達通於上車時付款，不設找續。 - 每位成人乘客可免費攜帶最多兩名4歲以下而不佔座位的兒童乘客乘車，超額之4歲以下小童必須繳付小童車費乘車。 - 持有「九巴月票」之乘客在車票有效期內，每日可享最多10程任何九龍巴士及龍運巴士路線（包括本路線，合資格車程只適用於九龍巴士／龍運巴士提供的班次；惟乘搭機場「A」及「NA」線則可享原價二七折優惠（不會計算每天10次合資格車程））；而B1線則可每日可享最多2程（不會計算每天10次合資格車程）。 - 九龍巴士、城巴、龍運巴士及陽光巴士全職員工及家屬（不包括外判職員）可免費乘搭本路線（陽光巴士員工及家屬只適用於九龍巴士提供的班次），惟必須拍職員或職員家屬八達通。 - 乘客亦可使用AlipayHK「易乘碼」、支付寶、WeChatHK／微信支付「搭車碼」、銀聯雲閃付「乘車碼」及BOC Pay「乘車碼」、具有感應式支付功能的JCB、卡美國運通、大來國際、Discover Card（只適用於九龍巴士／龍運巴士提供的班次）、VISA、Mastercard及銀聯卡，以及Apple Pay、Google Pay及Samsung Pay流動支付平台繳付車資。九巴班次的乘客使用上述付款方式，將只可享有與其他九巴路線／聯營路線九巴班次之轉乘優惠；城巴班次的乘客使用上述付款方式，將只可享有與其他城巴獨營路線或聯營線城巴班次之轉乘優惠。乘客亦不能享有「公共交通費用補貼計劃」及「長者及合資格殘疾人士公共交通票價優惠計劃」。 |

## 八達通轉乘優惠
使用八達通卡乘搭此路線往港島方向之乘客，若於登車後150分鐘內在東區海底隧道巴士轉乘站以同一張八達通卡轉乘下列路線往港島，第二程成人票價可減收$5.0，小童／長者票價減收$2.5：
| 東隧轉乘優惠計劃路線列表 | 東隧轉乘優惠計劃路線列表 | 東隧轉乘優惠計劃路線列表 | 東隧轉乘優惠計劃路線列表 |
| 巴士公司                 | 轉乘路線                 | 出發地                   | 目的地                   |
| ------------------------ | ------------------------ | ------------------------ | ------------------------ |
| 城巴、九巴               | 302                      | 慈雲山（北）             | 上環                     |
| 城巴、九巴               | 302A                     | 慈雲山（北）             | 北角（健康村）           |
| 城巴、九巴               | 307                      | 大埔中心                 | 中環碼頭                 |
| 城巴、九巴               | 307A                     | 大埔頭                   | 上環                     |
| 城巴、九巴               | 307P                     | 大埔（汀太路）           | 天后站                   |
| 九巴                     | 373                      | 聯和墟                   | 中環（香港站）           |
| 城巴、九巴               | 601                      | 寶達                     | 金鐘（東）               |
| 城巴、九巴               | 601P                     | 寶達                     | 上環                     |
| 九巴                     | 603                      | 平田                     | 中環碼頭                 |
| 九巴                     | 603A                     | 平田                     | 中環                     |
| 九巴                     | 603S                     | 平田                     | 中環                     |
| 城巴、九巴               | 606                      | 彩雲（豐盛街）           | 小西灣（藍灣半島）       |
| 城巴、九巴               | 606A                     | 彩雲（豐盛街）           | 耀東邨                   |
| 城巴、九巴               | 606X                     | 九龍灣                   | 小西灣（藍灣半島）       |
| 城巴                     | 608                      | 九龍城（盛德街）         | 筲箕灣                   |
| 九巴                     | 613                      | 安泰（西）               | 筲箕灣                   |
| 九巴                     | 613A                     | 安泰（西）               | 杏花邨                   |
| 城巴、九巴               | 619                      | 順利                     | 中環（港澳碼頭）         |
| 城巴、九巴               | 619P                     | 順利                     | 中環（港澳碼頭）         |
| 城巴、九巴               | 641                      | 啟業                     | 中環（港澳碼頭）         |
| 城巴、九巴               | 671                      | 鑽石山站                 | 鴨脷洲（利樂街）         |
| 九巴                     | 673                      | 上水                     | 中環（香港站）           |
| 九巴                     | 673A                     | 上水                     | 中環（林士街）           |
| 九巴                     | 673P                     | 上水                     | 中環（林士街）           |
| 城巴、九巴               | 678                      | 上水                     | 銅鑼灣（東院道）         |
| 城巴、九巴               | 680                      | 利安                     | 金鐘（東）               |
| 城巴、九巴               | 680B                     | 富安花園                 | 金鐘（東）               |
| 城巴、九巴               | 680P                     | 烏溪沙站                 | 金鐘（東）               |
| 城巴、九巴               | 680X                     | 烏溪沙站                 | 中環（港澳碼頭）         |
| 城巴、九巴               | 681                      | 馬鞍山市中心             | 中環（香港站）           |
| 城巴、九巴               | 681P                     | 耀安                     | 上環                     |
| 城巴                     | 682                      | 烏溪沙站                 | 柴灣（東）               |
| 城巴                     | 682A                     | 馬鞍山市中心             | 柴灣（東）               |
| 城巴                     | 682B                     | 沙田（水泉澳邨）         | 柴灣（東）               |
| 城巴                     | 682P                     | 烏溪沙站                 | 柴灣（東）               |
| 城巴、九巴               | 690                      | 康盛花園                 | 中環（交易廣場）         |
| 城巴、九巴               | 690P                     | 康盛花園                 | 中環（交易廣場）         |
| 城巴                     | 694                      | 調景嶺站                 | 小西灣邨                 |

## 使用車輛
九巴現時用車包括4輛富豪B8L 12米（V6B），均屬上水車廠。部份用車實際上毋須行走本路線，改由278X線抽調車輛。
城巴現時主要使用亞歷山大丹尼士Enviro 500及Enviro 500 MMC 12米行走本路線。首航班次由一輛車隊編號和本路線編號相同的富豪奧林比安（#678/HU7527）行走。
| 車隊編號 | 車牌   |
| -------- | ------ |
| V6B86    | WG 596 |
| V6B124   | WL5247 |
| V6B157   | WZ9662 |
| V6B159   | WZ8918 |

## 行車路線
678

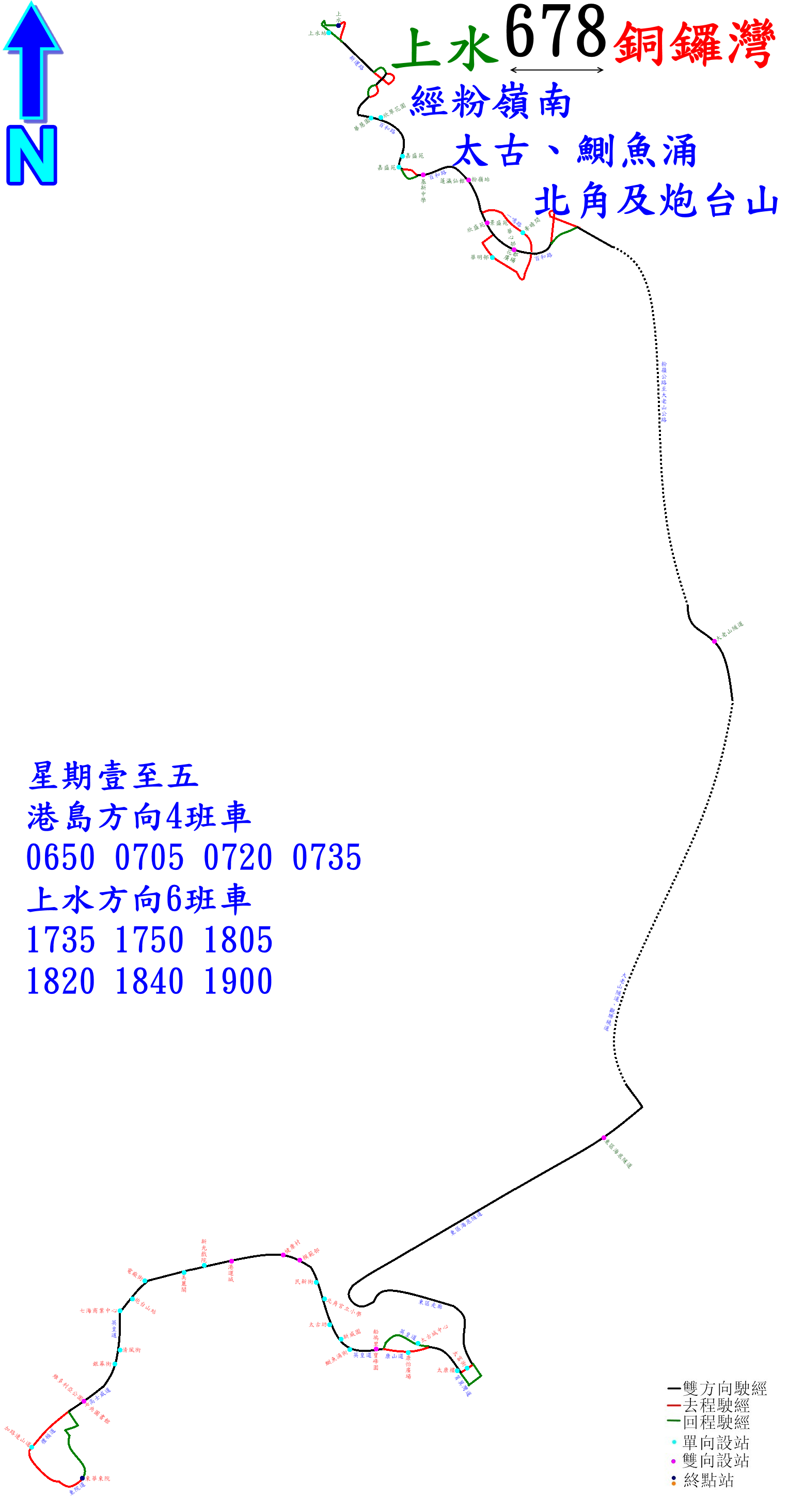
此乃過海隧道巴士678線的路線圖。上述有關班次資料可能與現況有所差異，詳情請閱覽「服務時間及班次」一節，敬請留意。

上水開經：龍運街、新運路、掃管埔路、百和路、華明路、雷鳴路、華明巴士總站、雷鳴路、偉明街、百和路、一鳴路、百和路、粉嶺公路、吐露港公路、大老山公路、大老山隧道、觀塘繞道、鯉魚門道、東區海底隧道、東區走廊、太安街、筲箕灣道、英皇道、康山道、英皇道、高士威道、禮頓道、加路連山道及東院道。
銅鑼灣（東院道）開經：東院道、銅鑼灣道、摩頓臺、高士威道、英皇道、筲箕灣道、太康街、東區走廊、東區海底隧道、鯉魚門道、觀塘繞道、大老山隧道、大老山公路、吐露港公路、粉嶺公路、百和路、掃管埔路及新運路。
R678
上水開經：龍運街、新運路、掃管埔路、百和路、華明路、雷鳴路、華明巴士總站、雷鳴路、偉明街、百和路、一鳴路、百和路、粉嶺公路、吐露港公路、大埔公路-沙田段、沙田路、獅子山隧道、窩打老道、公主道、康莊道、海底隧道、堅拿道東、禮頓道、邊寧頓街、怡和街及高士威道。

### 沿線車站
678
| 上水開 | 上水開                         | 上水開                         | 銅鑼灣（東院道）開 | 銅鑼灣（東院道）開             | 銅鑼灣（東院道）開             |
| 序號   | 車站名稱                       | 位置                           | 車站               | 車站名稱                       | 位置                           |
| ------ | ------------------------------ | ------------------------------ | ------------------ | ------------------------------ | ------------------------------ |
| 1      | 上水轉車站－上水巴士總站（A4） | 上水轉車站－上水巴士總站（A4） | 1                  | 東華東院                       | 東院道                         |
| 2      | 欣翠花園                       | 百和路                         | 2                  | 維多利亞公園                   | 高士威道                       |
| 3      | 嘉盛苑                         | 百和路                         | 3                  | 銀幕街                         | 英皇道                         |
| 4      | 基新中學                       | 百和路                         | 4                  | 七海商業中心                   | 英皇道                         |
| 5      | 粉嶺站轉車站－粉嶺站（D1）     | 百和路                         | 5                  | 電廠街                         | 英皇道                         |
| 6      | 景盛苑                         | 百和路                         | 6                  | 書局街                         | 英皇道                         |
| 7      | 華心邨                         | 百和路                         | 7                  | 港運城                         | 英皇道                         |
| 8      | 華明邨（C6）                   | 華明巴士總站                   | 8                  | 健康村                         | 英皇道                         |
| 9      | 欣盛苑                         | 百和路                         | 9                  | 模範邨                         | 英皇道                         |
| 10     | 牽晴間                         | 一鳴路                         | 10                 | 北角官立小學                   | 英皇道                         |
| 11     | 大老山隧道（A1）               | 大老山公路                     | 11                 | 新威園                         | 英皇道                         |
| 12     | 東區海底隧道轉車站（K1）       | 東區海底隧道                   | 12                 | 船塢里                         | 英皇道                         |
| 13     | 太富街                         | 筲箕灣道                       | 13                 | 太古城中心                     | 英皇道                         |
| 14     | 康怡廣場                       | 康山道                         | 14                 | 太康樓                         | 太康街                         |
| 15     | 寶峰園                         | 英皇道                         | 15                 | 東區海底隧道轉車站（L2）       | 東區海底隧道                   |
| 16     | 鰂魚涌街                       | 英皇道                         | 16                 | 大老山隧道（B1）               | 大老山隧道                     |
| 17     | 太古坊                         | 英皇道                         | 17                 | 花都廣場                       | 百和路                         |
| 18     | 民新街                         | 英皇道                         | 18                 | 欣盛苑                         | 百和路                         |
| 19     | 模範邨                         | 英皇道                         | 19                 | 粉嶺站轉車站－蓬瀛仙館（D2）   | 百和路                         |
| 20     | 健康村                         | 英皇道                         | 20                 | 基新中學                       | 百和路                         |
| 21     | 港運城                         | 英皇道                         | 21                 | 嘉盛苑                         | 百和路                         |
| 22     | 美麗閣                         | 英皇道                         | 22                 | 華慧園                         | 百和路                         |
| 23     | 炮台山站                       | 英皇道                         | 23                 | 上水轉車站－上水站（B5）       | 新運路                         |
| 24     | 清風街                         | 英皇道                         | 24                 | 上水轉車站－上水巴士總站（A4） | 上水轉車站－上水巴士總站（A4） |
| 25     | 香港中央圖書館                 | 高士威道                       |                    |                                |                                |
| 26     | 加路連山道                     | 禮頓道                         |                    |                                |                                |
| 27     | 東華東院                       | 東院道                         |                    |                                |                                |

R678
| 1                                                                          | 上水巴士總站     | 上水巴士總站 |
| 2                                                                          | 欣翠花園         | 百和路       |
| 3                                                                          | 嘉盛苑           | 百和路       |
| 4                                                                          | 基新中學         | 百和路       |
| 5                                                                          | 粉嶺站（D1）     | 百和路       |
| 6                                                                          | 景盛苑           | 百和路       |
| 7                                                                          | 華心邨           | 百和路       |
| 8                                                                          | 華明邨           | 華明巴士總站 |
| 9                                                                          | 欣盛苑           | 百和路       |
| 10                                                                         | 牽晴間           | 一鳴路       |
| 粉嶺公路、吐露港公路、大埔公路－沙田段；沙田路、獅子山隧道公路、獅子山隧道 |                  |              |
| 11                                                                         | 聯合道           | 窩打老道     |
| 12                                                                         | 九龍塘站         | 窩打老道     |
| 13                                                                         | 龍濤花園         | 窩打老道     |
| 14                                                                         | 九龍醫院         | 窩打老道     |
| 15                                                                         | 醫療輔助隊總部   | 公主道       |
| 16                                                                         | 愛民邨           | 公主道       |
| 17                                                                         | 海底隧道收費廣場 | 康莊道       |
| 海底隧道                                                                   |                  |              |
| 18                                                                         | 邊寧頓街         | 邊寧頓街     |
| 19                                                                         | 維多利亞公園     | 高士威道     |

## 客量
本線是北區首條來往港島東區的專營過海巴士路線，定線較需要多次轉乘的鐵路直接，能從北區直接前往太古坊一帶的港島東商業區，因此自開辦以來客量甚高，班次亦經常頂閘，上午班次一般停靠「華心邨」分站後便告滿座。此路線爆滿情況直至隨後數年獲三度加密班次後，才稍為紓緩至部分班次僅坐滿所有座位的水平。

## 記錄
本線是北區首條來往港島東區的專營過海巴士路線，以及城巴首條服務北區的常規專營巴士路線， 但只屬於繁忙時間路線以及與九巴聯營的路線，同時是城巴於2013年8月撤出來往上水站及香港科學園的非專營巴士SP9線後的首條北區路線，因此本線標誌著城巴在全港十八區皆有專營巴士路線，同時亦成為北區首條聯營路線以及繼西區海底隧道通車後首條並非由原有路線更改或分支而成的全新聯營過海巴士路線, 以及城巴北區市中心唯一一條參與營運的過海路線。